# Maho Aikawa
Maho Aikawa (相川茉穂, Aikawa Maho, née le 26 mars 1999 à Kanagawa, au Japon) est une chanteuse et idole japonaise du Hello! Project, membre du groupe de J-pop Angerme (alias S/mileage) de 2014 à 2017.

## Biographie
Maho Aikawa se présente en 2013 à une audition pour tenter de rejoindre le groupe Morning Musume, sans succès. Elle se présente ensuite à une audition pour intégrer les élèves du Hello! Pro Kenshūsei, où elle est intégrée en avril 2014. Le 4 octobre suivant, elle est présentée comme nouvelle membre de la troisième génération de S/mileage, aux côtés de Mizuki Murota et Rikako Sasaki, et est donc transférée du Hello! Pro Kenshūsei au Hello! Project. En décembre 2014, elle joue dans une pièce de théâtre, Kurukuru to Shi to Shitto, aux côtés de Risa Niigaki. Elle sort en 2015 ses premiers disques avec le groupe, qui a été renommé Angerme fin 2014.
En 2017, Maho Aikawa est victime d'attaques de paniques qui l'empêchent de participer aux activités du groupe cette année là, dont le single de juin qui est enregistré sans elle. Malgré un traitement médical, elle annonce finalement son départ du groupe et l'arrêt de ses activités artistiques le 31 décembre suivant.

## Discographie

### Avec Angerme
Singles
- 4 février 2015 : Taikibansei / Otome no Gyakushuu
- 22 juillet 2015 : Nanakorobi Yaoki / Gashinshoutan / Mahoutsukai Sally
- 11 novembre 2015 : Desugita Kui wa Utarenai / Dondengaeshi / Watashi
- 27 avril 2016 : Tsugitsugi Zokuzoku / Itoshima Distance / Koi Nara Tokku ni Hajimatteru
- 19 octobre 2016 : Umaku Ienai / Ai no Tame Kyou Made Shinkashite Kita Ningen, Ai no Tame Subete Taikashita Ningen / Wasurete Ageru

Albums
- 25 novembre 2015 : S/mileage / Angerme Selection Album "Taiki Bansei"

## Activités diverses
Théâtre
- 2014 : Kurukuru to Shi to Shitto

## Liens
- (ja) Site officiel de Angerme